# Hemigrammus newboldi
Hemigrammus newboldi är en fiskart som först beskrevs av Fernández-yépez, 1949.  Hemigrammus newboldi ingår i släktet Hemigrammus och familjen Characidae. Inga underarter finns listade i Catalogue of Life.